# 이창용 (배우)
이창용(1984년 11월 11일 ~ )은 대한민국의 배우이다.

## 학력
- 홍익대학교 공연예술대학원 공연예술뮤지컬전공
- 서울예술대학교 연극과

## 출연작

### 영화
- 《오피스》 (2015년) - 기태 역
- 《멋진 인생》 (2011년) - 창용 역
- 《만추》 (2010년) - 훈 친구 (목소리) 역

### 뮤지컬
- 《레베카》
- 《개와 고양이의 시간》
- 《비틀쥬스》
- 《시데레우스》
- 《빅피쉬》
- 《스웨그에이지 : 외쳐, 조선!》
- 《오디너리데이즈》
- 《신과 함께_저승편》
- 《안나 카레니나》
- 《12월의 선물》
- 《시라노》
- 《히즈 피아노 온 브로드웨이》
- 《디셈버》
- 《인당수 사랑가》
- 《투모로우 모닝》
- 《Trace U》
- 《뮤지컬 갈라쇼》
- 《맨 오브 라만차》
- 《넌 가끔 내 생각을 하지 난 가끔 딴 생각을 해》
- 《젊음의 행진》
- 《김종욱 찾기》
- 《스토리 오브 마이 라이프》
- 《로맨스 로맨스》
- 《어쌔신》
- 《내 마음의 풍금》
- 《돈 주앙》
- 《쓰릴미》
- 《이블데드》
- 《알타보이즈》

### 연극
- 《얼음》
- 《꽃의 비밀》
- 《올드위키드송》